# Bulbophyllum odontostigma
Bulbophyllum odontostigma är en orkidéart som beskrevs av Jaap J. Vermeulen. Bulbophyllum odontostigma ingår i släktet Bulbophyllum och familjen orkidéer. Inga underarter finns listade i Catalogue of Life.